# La Masia (Sobremunt)
La Masia és una masia de Sobremunt (Lluçanès) inclosa a l'Inventari del Patrimoni Arquitectònic de Catalunya.

## Descripció
Edifici civil orientat al sud amb teulada a dues vessants i oberta al vents a sud i ponent. S' hi poden observar dos cossos principals: el de mà esquerra és de petites proporcions i correspondria al més antic; l'altra més modern (any 1920), té les cantoneres de totxana i actualment és l'habitatge. Pel cantó est hi ha adossats un coberts ara amb funció de garatge. Tot i les transformacions, la casa conserva una bona harmonia entre els diferents edificis que la formen.

## Història
Situada al cantó solegi de la serra de Sobremunt a uns 900 metres d' altitud, als peus del santuari de Santa Llúcia. Originalment i fins a final del 1970 tenia una vida rural, però en l'actualitat, i degut a la manca d'aigua i per la distribució de la terra en petites feixes l' han transformada únicament en habitatge.